# Université d'Urbino « Carlo-Bo »
L'université d'Urbino « Carlo-Bo » est une université italienne, fondée en 1671 mais qui remonte au moins à 1506, et dont le siège est situé à Urbino, dans les Marches. Depuis 2001, elle porte le nom de Carlo Bo qui en a été le recteur pendant plus de 50 ans (à compter de 1947).
Cette date de 1506 est importante car elle fait de « Carlo-Bo » une des plus anciennes universités d'Europe.

## Historique
Dans une bulle (« Ad sacram Beati Petri Sedem ») du 19 février 1507, le pape Jules II concède son existence, en réponse à une demande du 3e duc d'Urbino, Guidobaldo Ier de Montefeltro.
Le 21 février 1564, Pie IV, un Médicis, concède au Collège la faculté de diplômer chaque année deux poètes, d'accorder des doctorats en droit canon et civil et d'accorder des diplômes académiques ès arts, médecine, et le droit de nommer des notaires (bulle « Sedes Apostolica »).

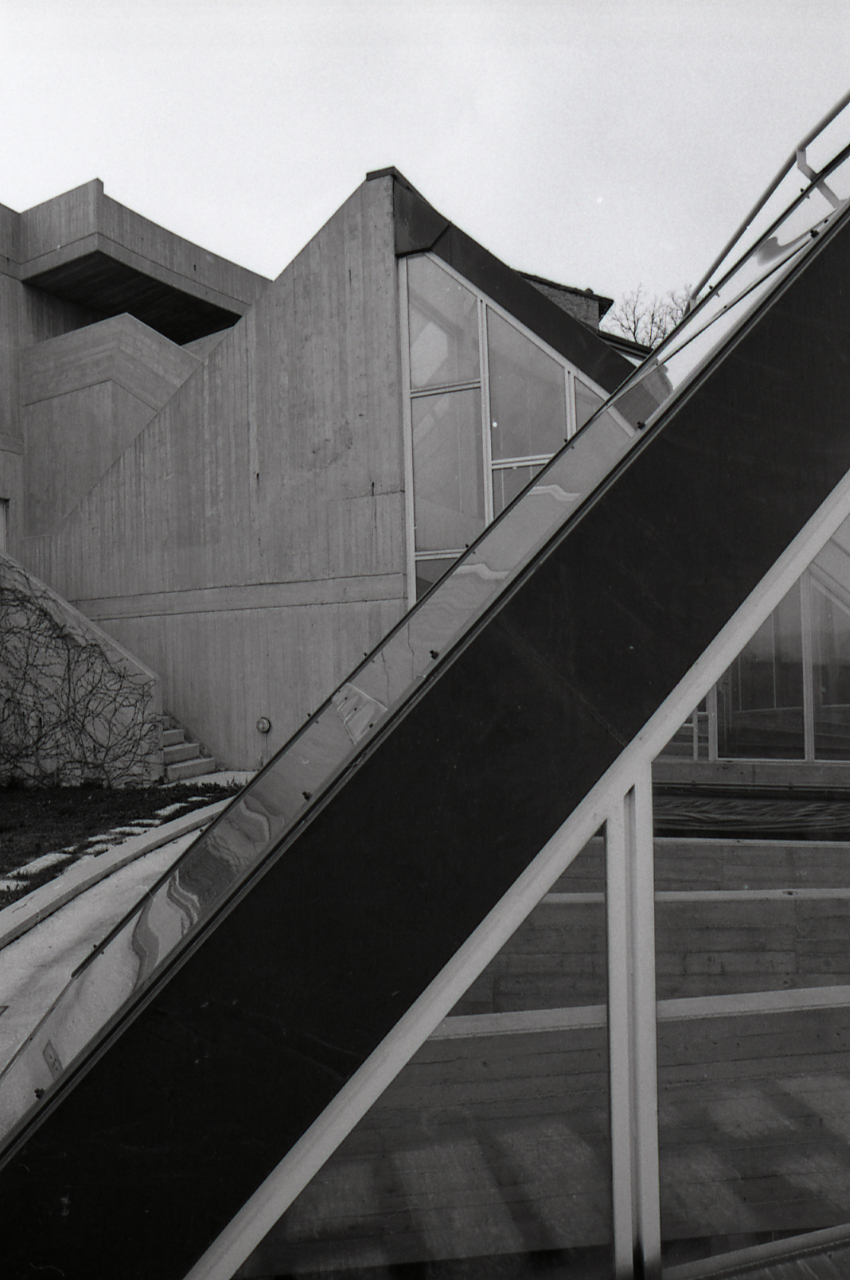
Faculté des sciences de l’éducation de l’université d'Urbino, par Giancarlo De Carlo. Photo par Paolo Monti, 1982.

## Enseignements
- Économie
- Pharmacie
- Droit
- Lettres et philosophie
- Langues et littérature étrangère
- Sciences de l'éducation
- Sciences et technologies
- Sciences physiques
- Sciences politiques
- Sociologie et sciences de l'information et de la communication

## Personnalités liées à l'université

### Professeurs
- Stefano Arduini (né en 1956 à Pesaro), linguiste
- Carlo Bo (1911-2001), critique littéraire, recteur de l'Université d'Urbino de 1947 à 2001, sénateur à vie de la République italienne (nommé en 1984 par le Président Sandro Pertini).
- Ilvo Diamanti (né en 1954 à Caldogno), sociologue, professeur de sciences politiques
- Domenico Losurdo (né en 1941 à Sannicandro di Bari), philosophe et historien communiste.
- Enzo Santarelli (1922-2004), historien et homme politique, député du Parti communiste italien.

### Étudiants
- Tonino Guerra (né en 1920), poète, écrivain, dramaturge et scénariste ;
- Nedda Guidi (1927-2015) peintre, sculptrice et céramiste ;